# رؤیای آمریکایی

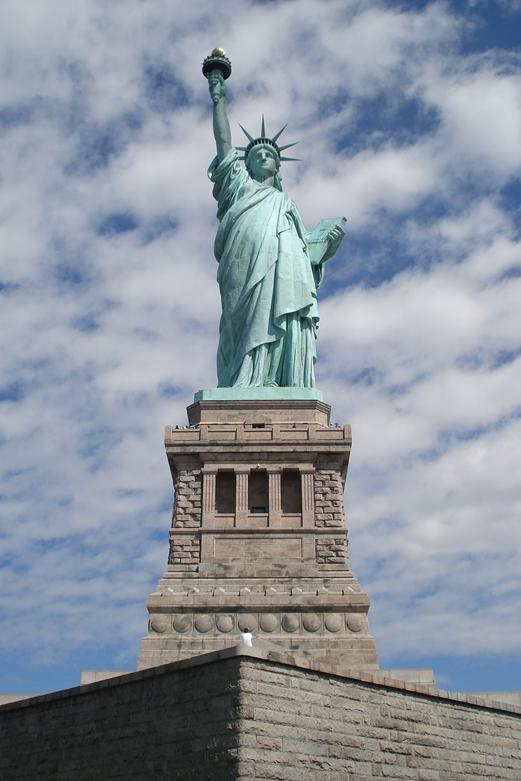
برای بسیاری از مهاجرین به آمریکا، مجسمهٔ آزادی اولین چیزی از آن کشور بود که پدیدار می‌گشت و نویدبخش فرصت‌های جدید در زندگیشان بود. مجسمهٔ آزادی یکی از نمادهای اصلی رؤیای آمریکایی به حساب می‌آید. که به مهاجران و پناهندگان و همچنین گردشگران از فاصله چند مایل دریایی و یا هواپیمای مسافربری از ۱۰ کیلومتری نمایان می شود.

رؤیای آمریکایی باوری ملی در ایالات متحده است که آزادی را زمینه‌ساز ترکیبی از کامیابی و موفقیت می‌داند. بنا بر تعریف جیمز تراسلو آدامز از رؤیای آمریکایی «زندگی هر شخص باید با فرصت‌هایی که به او بنا بر قابلیت‌ها یا موفقیت‌هایش و فارغ از طبقه اجتماعی یا شرایط زاده شدنش داده می‌شود بهتر، غنی‌تر و کامل‌تر شود». ریشه‌های رؤیای آمریکایی را باید در اعلامیه استقلال ایالات متحده جست؛ آن‌جا که قویاً اظهار می‌دارد «همهٔ انسان‌ها برابر آفریده شده‌اند» و این‌که «آفریدگارشان حقوق سلب‌ناشدنی معینی به آن‌ها اعطا کرده‌است، که حق زندگی، آزادی، و جستجوی خوشبختی از جملهٔ آن‌هاست.» گروهی از دانشمندان فلسفه دین و چندی از کارشناسان الهیات ایجاد ریشه های این باور ملی را در زمانی می دانند که آمریکا در دهه ۱۹۱۰ با اوج اصلاحات مسیحیت پروتستانیسم همراه بود. اما بیشتر جامعه شناسان و کارشناسان علوم سیاسی که به حتم نظر دقیق تری را ارائه داده‌اند، این ریشه ها را دقیقاً پس از جنگ های داخلی آمریکا و نوسازی و سازندگی بسیار گسترده عنوان کرده‌اند. عده اندکی از این افراد ایجاد و گسترش این عبارت را در سال ۱۹۹۱ همزمان با فروپاشی شوروی می دانند که ایالات متحده با خیالی آسوده به ساخت انواع فناوری ها و... روی آورد.

## نظریه های توطئه پیرامون رویای آمریکایی

### کاپیتالیسم یا لیبرال سوسیالیسم؟!
برخی از افراد رویای آمریکایی را یک ابزار قدرت برای برتری دادن ملت و کشور آمریکا بر ملل دیگر به خصوص کشورهای توسعه یافته و در مراحل آخر در حال توسعه بودن، می‌دانند. با اصطلاح رویای آمریکایی، یک دانشجوی ممتاز اهل اتریش از لحظه به لحظه مهاجرت به آمریکا خیال‌پردازی کرده و انتظارش را می کشد. یک خانواده قشر متوسط به بالا در اسپانیا به وجد می آیند که لاتاری برنده شدند! و میلیونها موارد مشابه دیگر، به عبارتی معتقد به ناسیونالیسم افراطی!، لیبرالیسم کلاسیک و نئولیبرال هژمونی فاشیست‌محور اتوکراسی از بازارهای بورس غول‌آسایی مانند وال استریت شده اند. 
موضعی که اصل قضیه آن است. به زبان ساده دولت ایالات متحده آمریکا سیاست داخلی و حتی بین المللی کپیتالیستی با اعمال فشار نرم و در صورت مقاومت، آن کشور را مورد تحریم و انزوای جهانی، قرار می دهد.  
وقتی ثروت انباشته شده مولتی میلیاردرهایی همچون ایلان ماسک، بیل گیتس، جف بزوس، مارک زاکربرگ، وارن بافت یا جک دورسی و... همگی در زمان مرگ توسط ایالات متحده به نوعی تا مدتی بلوکه می شوند! تا ادعای ارث و میراث همسر و فرزندان حداقل اندکی کمرنگ شود!سپس دارایی بلوکه را آزاد کرده و در دوراهی از آن خود کردن یا مقداری از آن را مازاد بر مالیات می کنند.  
نظریه‌پردازان توطئه بیان می‌دارند ایالات متحده نه تنها این حجم از پول را صرف ولخرجی و برداشت از مالیات اصلی و جایگزینی به مراتب کمتری بر مالیات عادی می کند، بلکه تمام توجه خود را بر میلیاردرهای خارج از آمریکا برای مهاجرت یا همان رویای فریبنده آمریکایی می کنند تا با زندگی در مکان و زمانی که فکرش را هم نمی کردند، تمام ثروت خود را اغلب در بانک های بزرگی که در رأس هرم اقتصاد جهانی و ملی جای دارند، ذخیره کرده و به طور متقابل سودهای هنگفتی بیشتر به بانک فدرال تعلق دهند. تا زمانی که همان برگ فوتی صادر شده، و تمام دارایی آن فرد را با تکنیک های خاص و قانون دولتی مفسد و آلوده در دست گیرند!
در کل مکاتبی همچون ریسیزیم(نژادپرستی)، ایندیویژوالیسم(فردگرایی)،اومانیسم‌یااِنسان‌سالاری و سایر مکاتب فلسفی، سیاسی و اقتصادی که می توانند توطئه آمیز، ویرانگر و برای آنان الهه های ثروت و قدرت در این حیطه باشند، از بُعد صرفاً نظری که در هاروارد و استنفورد مدت نسبتاً زیادی فراگرفته شد اکنون در اِم.آی.تی و برکلی به ابعاد عملی رسیده است!
«نکته:بیانات بالا همه از سوی نظریه‌پردازان توطئه بیان گردیده است و تایید یا رد نمی شوند!»

## نقدها
برخی از منتقدان معتقدند که چنین نگرش‌هایی باعث می‌شود که اندیشه و مقاومت فردی ناچیز شمرده شود و طی این روند الگوهایی در فرهنگ توده‌ شکل گیرد. فرهنگ مردمی یا فرهنگ توده‌ای ظاهراً و به صورت سطحی از مفهوم فردگرایی حمایت می‌کند که در فرهنگ آمریکایی بسیار رایج است، اما در واقع با حذف انتخاب و ایجاد ساختارهای فراگیر، فردیت را از بین می‌برد. رویای آمریکایی به ابزاری برای نهادها تبدیل شده است تا از طریق الگوهای رفتاری از پیش تعریف شده نظارت را بر مردم اعمال کنند. موسسات قانونی، از جمله رسانه‌ها، دولت و صنایع تفریحی و آموزشی، به دنبال فروش رویای آمریکایی هستند. ارائه دهندگان کالاهای فرهنگی و اقتصادی پیام رویای آمریکایی را در قلب جامعه از طریق موضوعات مکرر در پوشش تبلیغات، استفاده از افراد مشهور و رقابت‌های انتخاباتی حک می‌کنند: «این چیزی است که شما را سعادتمند می‌کند.» این نوعی فریب اجتماعی سازمان یافته است و اطلاعات افراد را برای انتخاب شیوه زندگی محدود می‌کند.
میزان بالای جرم و جنایت در ایالات متحده تا حدی ناشی از این واقعیت است که جامعه آمریکا با ترویج استعاره‌هایی چون رویای آمریکایی، مردم را تشویق می‌کند تا اهداف موفقیت مالی را دنبال کنند، اما ابزارهای مشروع برای دستیابی به این اهداف را دست کم می‌گیرد. به عبارت دیگر، هنجارهای فرهنگی که به طور قانونی پذیرفته شده‌اند، قربانی هدفی می‌شوند که مهمتر از خود زندگی است. این یک خطای جهان بینی است که در یک جامعه بزرگ آشکار شده است.